# 皮膜骨
皮膜骨（英語： 或  或 ）是脊椎動物骨骼內膜內組織硬化形成的骨質組織。皮膜骨出現在頭骨、顎骨、鰓蓋、肩帶、魚鰭以及甲殼（龜類）中。不同於硬化軟骨（endochondral bone），皮膜骨並不來源於鈣化的軟骨組織。皮膜骨與真皮一同形成，並在隨後成骨細胞的發育中不斷累積。
儘管在顱骨頂和顱後結構中皮膜骨的形狀和數量都有所變化，但脊椎動物都保留了一些皮膜骨的功能。 在硬骨魚中的魚鰭和鱗片中都發現了皮膜骨。鎖骨是皮膜骨的一個特殊例子。一些皮膜骨功能涉及生物力學方面，例如保護自身免受掠食者的捕食。 皮膜骨還被認為與生態生理有關，例如取暖時在身體與周圍環境之間進行熱傳遞（如鱷魚），以及長時間呼吸暫停期間骨骼對酸中毒的中和（如鱷類和海龜）。 這些生態生理功能取決於在皮膜骨內部或其上方的血管網絡。 